# 海州城墙
海州城墙位于中国江苏省连云港市海州区。原城墙已经于1956年拆除，仅有部分残迹，现有1995年重建的朐阳门。

## 历史
梁武帝天监十一年（512年），海州城初建，有东西两门。宋绍兴二十三年（1162年），加筑海州城垣，并筑外城。
明永乐十六年（1418年），海州城外包砖石，设四门。
清康熙七年（1668年），郯城地震，海州城墙大量坍塌；康熙二十四年（1685年），洪水袭城，城墙大部分倒塌。乾隆年间，城墙重修。
1956年，拆除城墙。1995年，重建朐阳门。

## 形制
海州城墙设4门，分别为：东为镇海门，西为临淮门，南为朐阳门，北为临洪门。